# 허하이대학·포청시루역
허하이대학·포청시루역은 2014년에 개통한 중국의 철도역이다.

## 역 주변
- 허하이대학